# Amata polusca
Amata polusca är en fjärilsart som beskrevs av Druce 1895. Amata polusca ingår i släktet Amata och familjen björnspinnare. Inga underarter finns listade i Catalogue of Life.